# Neška Robevová
Neška Stefanova Robevová (Нешка Стефанова Робева, * 26. května 1946 Ruse) je bývalá bulharská moderní gymnastka, trenérka a choreografka.
Jako závodnice se zúčastnila čtyř světových šampionátů, na nichž získala sedm medailí, ve Varně v roce 1969 obsadila dělené druhé místo ve víceboji.
Vystudovala Národní sportovní akademii a působila jako trenérka v klubu Levski Spartak a v reprezentaci. Vytvořila generaci „zlatých děvčat“ (Златните момичета), k níž patřily Bianka Panovová, Lilia Ignatovová nebo Adriana Dunavska. Její svěřenkyně získaly na vrcholných mezinárodních soutěžích celkem 294 medailí. Dominance Bulharek ve světě moderní gymnastiky byla způsobena také velmi autoritativními metodami Robevové, které později vedly ke konfliktům mezi ní a gymnastkami.
Bulharská vláda jí udělila Řád Georgiho Dimitrova. Byla zvolena do bulharského parlamentu, kde iniciovala protestní akce proti znečištění ovzduší ve městě Ruse. Byla také členkou technické komise Evropské gymnastické unie.
Jako odborná poradkyně spolupracovala s režisérem Georgi Djulgerovem na filmu AkaDaMuS. Od roku 2000 vede taneční skupinu Нешанъл арт, zaměřenou na interpretaci bulharského folklóru.